# Burg Szaflary

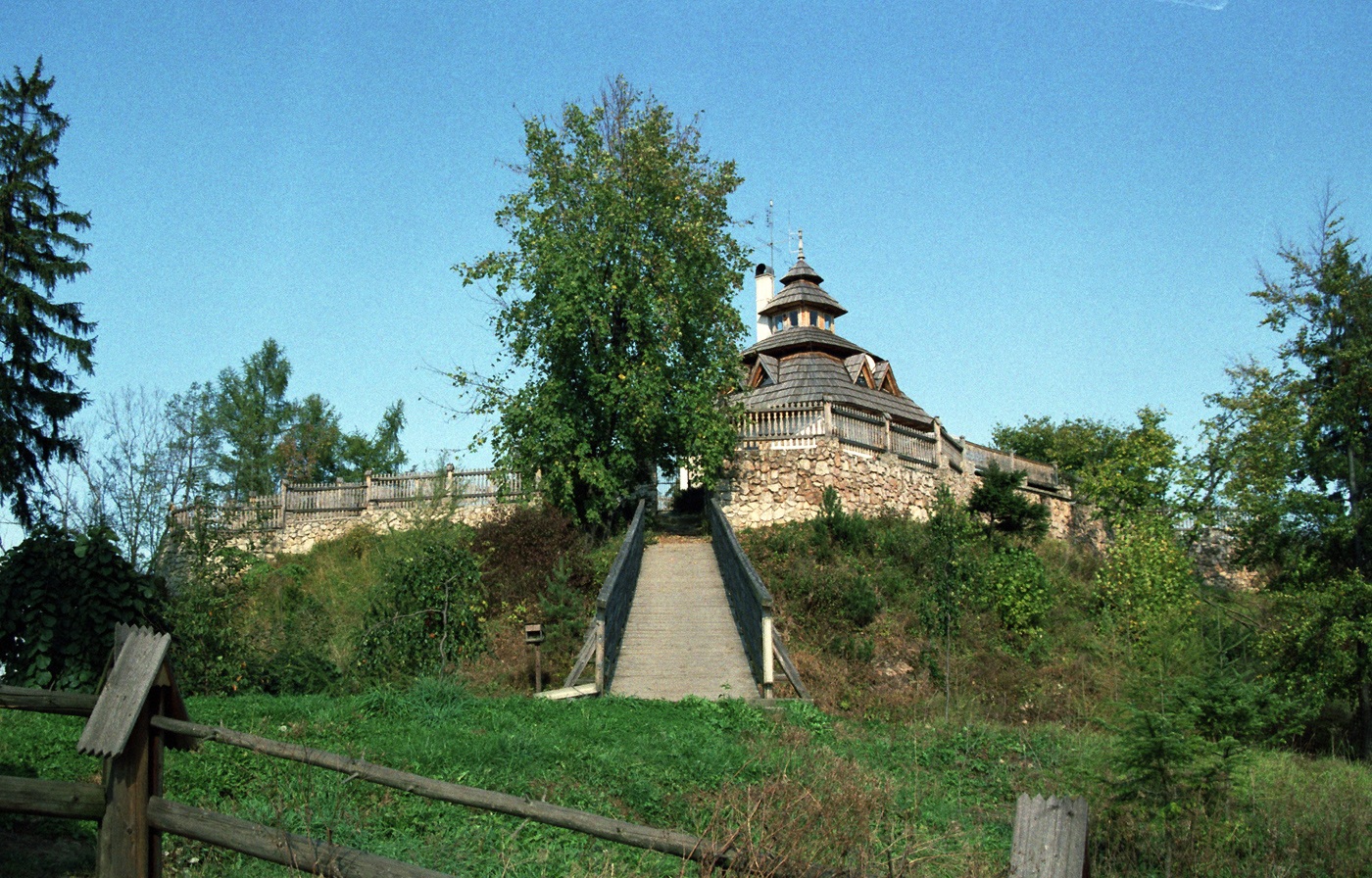
Burg Szaflary

Die Burg Szaflary (polnisch Zamek w Szaflarach) ist eine Burgruine, die in Szaflary bei Nowy Targ (Podhale) in der polnischen Woiwodschaft Kleinpolen am Fluss Dunajec (Biały Dunajec) im Neumarkter Becken liegt. Sie zählt zu den Dunajec-Burgen, die die mittelalterliche Handelsstraße vom Königreich Polen nach Oberungarn entlang des Dunajec und Poprads bewachten.

## Geschichte
Möglicherweise befand sich bereits im 11. Jahrhundert hier eine hölzerne Burganlage. Die gemauerte Burg wurde um 1245 errichtet und gehörte zum Zisterzienserkloster in Ludźmierz. 1380 verleibte König Ludwig der Große sie in die Königsgüter ein. Da die neuen Pächter die Burg ohne Genehmigung als Münzstätte nutzten, ließ der König sie durch den Ritter Sędziwój Pałuka erobern und zerstören. Die Burg wurde im 15. Jahrhundert wieder aufgebaut und von König Kasimir IV. Andreas an die Komorowski verpachtet. Da sich diese auf die Seite vom ungarischen König Matthias Corvinus stellten, ließ Kasimir die Burg von Jakub Dembiński 1477 erobern und an Marek Ratold verpachten. Kurz darauf wurde die Burg verlassen. In der ersten Hälfte des 16. Jahrhunderts war sie bereits eine Ruine. Es sind nur die Grundmauern erhalten, da das Grundstück später anderweitig bebaut wurde. Im Zweiten Weltkrieg führte die deutsche Besatzungsmacht 1942 hier archäologische Arbeiten unter der Leitung von Rudolf Jamka durch. Der Name des Ortes und der Burg sind deutscher Herkunft und gehen wahrscheinlich auf das Wort Schäfer zurück.